# Gvia HaMedina 2023-2024
La Coppa d'Israele 2023-2024 (in ebraico גביע המדינה 2023-2024, Gvia HaMedina 2023-2024, cioè "Coppa di Stato 2023-2024") è stata l'85ª edizione della coppa nazionale calcistica israeliana, la 69ª dalla nascita dello Stato di Israele. La competizione è iniziata l'8 settembre 2023 ed è terminata il 30 maggio 2024.

## Turno preliminare

### Liga Bet

#### Liga Bet Nord A

##### Primo turno
| 8 settembre 2023   |       |                           |
| Beitar Nahariya    | 3 – 1 | Maccabi Bnei Jadeidi-Makr |
| Hapoel Bnei Bi'ina | 0 – 2 | Ahli Tamra                |
| Ahi Acre           | 2 – 1 | Ironi Bnei Kabul          |
| Bnei M.M.B.E.      | 5 – 1 | Maccabi Ahva Sha'ab       |
| Maccabi Iron Jaffa | 1 – 2 | Hapoel Ironi Arraba       |
| 9 settembre 2023   |       |                           |
| Shfar'am           | 0 – 2 | Maccabi Abu Snan          |

##### Secondo turno
| 12 settembre 2023 |       |                     |
| Hapoel al-Karmel  | 4 – 0 | Ahi Acre            |
| 13 settembre 2023 |       |                     |
| Beitar Nahariya   | 3 – 1 | Ahli Tamra          |
| Tzeirei Tamra     | 3 – 2 | Maccabi Abu Snan    |
| 14 settembre 2023 |       |                     |
| Bnei M.M.B.E.     | 4 – 2 | Hapoel Ironi Arraba |

##### Terzo turno
| 18 settembre 2023 |       |                  |
| Beitar Nahariya   | 4 – 2 | Hapoel al-Karmel |
| 19 settembre 2023 |       |                  |
| Bnei M.M.B.E.     | 2 – 1 | Tzeirei Tamra    |

##### Quarto turno
| 13 febbraio 2024 |       |               |
| Beitar Nahariya  | 4 – 0 | Bnei M.M.B.E. |

#### Liga Bet Nord B

##### Primo turno
| 8 settembre 2023            |             |                         |
| Tirat HaCarmel              | 2 – 0 (dts) | Hapoel Bnei Ar'ara 'Ara |
| Maccabi Neve Sha'anan Eldad | 3 – 0       | Maccabi Achva Fureidis  |
| Hapoel Bnei Fureidis        | 0 – 3       | Ihud Bnei Baqa          |
| Hapoel Bnei Musmus          | 2 – 1       | Hapoel Ortodoxim Giaffa |
| 10 settembre 2023           |             |                         |
| Hapoel Beit She'an          | 3 – 2       | Hapoel Asi Gilboa       |

##### Secondo turno
| 8 settembre 2023            |                 |                    |
| Tirat HaCarmel              | 4 – 0           | Maccabi Ahi Iksal  |
| Maccabi Neve Sha'anan Eldad | 2 – 1 (dts)     | Hapoel Beit She'an |
| Ihud Bnei Baqa              | 5 – 0           | Bnei Qalansawe     |
| Hapoel Bnei Musmus          | 1 – 1 (4-5 dtr) | Beitar Haifa       |

##### Terzo turno
| 18 settembre 2023 |       |                             |
| Tirat HaCarmel    | 4 – 3 | Maccabi Neve Sha'anan Eldad |
| 19 settembre 2023 |       |                             |
| Ihud Bnei Baqa    | 2 – 0 | Beitar Haifa                |

##### Quarto turno
| 23 novembre 2023 |       |                |
| Ihud Bnei Baqa   | 0 – 2 | Tirat HaCarmel |

#### Liga Bet Sud A

##### Primo turno
| 6 settembre 2023     |             |                          |
| Hapoel Azor          | 2 – 1       | Bnei Giaffa              |
| 7 settembre 2023     |             |                          |
| Hapoel Mahane Yehuda | 1 – 0       | Beitar Ramat Gan         |
| 8 settembre 2023     |             |                          |
| Hapoel Hod HaSharon  | 0 – 4       | Sporting Club Tel Aviv   |
| Hapoel Kiryat Ono    | 1 – 2       | Inter Aliyah Tel Aviv    |
| Beitar Petah Tiqwa   | 0 – 1       | Hakoah Ramat Gan         |
| Tira                 | 3 – 0       | Hapoel Kafr Qasim Shouaa |
| Maccabi Petah Tiqwa  | 3 – 0       | Beitar Tel Aviv          |
| 12 settembre 2023    |             |                          |
| Ironi Beit Dagan     | 0 – 2 (dts) | HaMakhtesh Givatayim     |

##### Secondo turno
| 13 settembre 2023      |       |                       |
| Hapoel Azor            | 4 – 3 | Inter Aliyah Tel Aviv |
| 14 settembre 2023      |       |                       |
| Sporting Club Tel Aviv | 0 – 3 | Hapoel Mahane Yehuda  |
| Hakoah Ramat Gan       | 0 – 2 | Tira                  |
| 18 settembre 2023      |       |                       |
| Maccabi Petah Tiqwa    | 3 – 1 | HaMakhtesh Givatayim  |

##### Terzo turno
| 19 settembre 2023    |                 |                     |
| Hapoel Mahane Yehuda | 2 – 1           | Hapoel Azor         |
| 25 dicembre 2023     |                 |                     |
| Tira                 | 2 – 2 (2-4 dtr) | Maccabi Petah Tiqwa |

##### Quarto turno
| 18 marzo 2024       |       |                      |
| Maccabi Petah Tiqwa | 3 – 2 | Hapoel Mahane Yehuda |

#### Liga Bet Sud B

##### Primo turno
| 8 settembre 2023  |             |                         |
| F.C. Jerusalem    | 8 – 6 (dts) | F.C. Ramla              |
| Hapoel Gedera     | 2 – 7       | Maccabi Kiryat Gat      |
| Sderot            | 4 – 0       | Hapoel Yeruham          |
| 9 settembre 2023  |             |                         |
| Shaqib al-Salam   | 3 – 1       | Beitar Ironi Kiryat Gat |
| 13 settembre 2023 |             |                         |
| Beitar Yavne      | 6 – 2       | Shikun HaMizrah         |

##### Secondo turno
| 13 settembre 2023     |       |                 |
| Hapoel Bnei Ashdod    | 3 – 1 | F.C. Jerusalem  |
| Bnei Eilat            | 4 – 1 | Shaqib al-Salam |
| Maccabi Ironi Netivot | 0 – 3 | Sderot          |
| 19 settembre 2023     |       |                 |
| Maccabi Kiryat Gat    | 3 – 1 | Beitar Yavne    |

##### Terzo turno
| 19 settembre 2023  |       |            |
| Hapoel Bnei Ashdod | 2 – 0 | Bnei Eilat |
| 5 marzo 2024       |       |            |
| Maccabi Kiryat Gat | 3 – 0 | Sderot     |

##### Quarto turno
| 18 marzo 2024      |       |                    |
| Hapoel Bnei Ashdod | 1 – 2 | Maccabi Kiryat Gat |

### Liga Gimel

#### Liga Gimel Alta Galilea

##### Secondo turno
| 12 settembre 2023                |       |                        |
| Maccabi Sektzia Ma'alot-Tarshiha | 3 – 5 | Ihud Bnei Majd al-Krum |
| 14 settembre 2023                |       |                        |
| Tzirei Sakhnin                   | 4 – 0 | Hapoel Mi'ilya         |

##### Terzo turno
| 19 settembre 2023 |       |                        |
| Tzirei Sakhnin    | 2 – 1 | Ihud Bnei Majd al-Krum |
| Hapoel Shlomi     | 1 – 3 | Beit Jann Rani         |

##### Quarto turno
| 22 dicembre 2023 |       |                |
| Tzirei Sakhnin   | 3 – 4 | Beit Jann Rani |

#### Liga Gimel Bassa Galilea

##### Terzo turno
| 19 settembre 2023       |       |                        |
| Maccabi Ihud Bnei Ibtin | 6 – 0 | Beitar Kiryat Ata Kfir |

##### Quarto turno
| 23 dicembre 2023         |       |                         |
| Beitar Kafr Kanna Radwan | 1 – 2 | Maccabi Ihud Bnei Ibtin |

#### Liga Gimel Jezreel

##### Secondo turno
| 13 settembre 2023            |       |                       |
| Hapoel Ein as-Sahla          | 0 – 3 | Maccabi Ironi Barta'a |
| Hapoel Ramot Menashe Megiddo | 3 – 0 | Pardes Hanna-Karkur   |

##### Terzo turno
| 19 settembre 2023            |       |                          |
| Maccabi Ironi Barta'a        | 1 – 3 | Ihud Tzeiri Iksal        |
| Hapoel Ramot Menashe Megiddo | 1 – 3 | Hapoel Daliyat al-Karmel |

##### Quarto turno
| 24 dicembre 2023  |       |                          |
| Ihud Tzeiri Iksal | 3 – 0 | Hapoel Daliyat al-Karmel |

#### Liga Gimel Shomron

##### Primo turno
| 8 settembre 2023 |       |             |
| Tzeirei Haifa    | 6 – 0 | Kiryat Haim |

##### Secondo turno
| 13 settembre 2023   |             |                              |
| Carmel Haifa        | 3 – 1 (dts) | Kababir                      |
| Beitar Pardes Hanna | 2 – 8       | Hapoel Ihud Bnei Jatt        |
| Tzeirei Haifa       | 0 – 1       | Tzofi Haifa                  |
| Maccabi Barkai      | 3 – 4 (dts) | Hapoel Kiryat Haim Leibovich |

##### Terzo turno
| 19 settembre 2023 |       |                              |
| Carmel Haifa      | 2 – 4 | Hapoel Ihud Bnei Jatt        |
| Tzofi Haifa       | 3 – 0 | Hapoel Kiryat Haim Leibovich |

##### Quarto turno
| 21 dicembre 2023      |       |             |
| Hapoel Ihud Bnei Jatt | 2 – 4 | Tzofi Haifa |

#### Liga Gimel Sharon

##### Primo turno
| 8 settembre 2023  |       |               |
| Bnei Ra`anana     | 3 – 2 | Kfar Saba     |
| Hapoel Pardesiya  | 2 – 1 | Ironi Ariel   |
| Beitar Nes Tubruk | 1 – 3 | Bnei Jaljulia |

##### Secondo turno
| 13 settembre 2023        |             |                   |
| Bnei Herzliya            | 4 – 3 (dts) | Bnei Ra`anana     |
| Hapoel Pardesiya         | 0 – 3       | Beitar Kfar Saba  |
| 14 settembre 2023        |             |                   |
| Maccabi HaSharon Netanya | 6 – 0       | Hapoel Oranit     |
| Bnei Jaljulia            | 3 – 1       | Maccabi Kfar Yona |

##### Terzo turno
| 19 settembre 2023 |       |                          |
| Bnei Herzliya     | 3 – 0 | Maccabi HaSharon Netanya |
| Beitar Kfar Saba  | 6 – 1 | Bnei Jaljulia            |

##### Quarto turno
| 21 dicembre 2023 |       |                  |
| Bnei Herzliya    | 0 – 3 | Beitar Kfar Saba |

## Quinto turno
Al quinto turno partecipano le squadre della Liga Alef, divise in due regioni.
| 31 agosto 2023         |                 |                          |
| Hapoel Kfar Shalem     | 2 – 1           | Hapoel Bik'at HaYarden   |
| Hapoel Lod             | 1 – 2           | Dimona                   |
| Shimshon Tel Aviv      | 2 – 2 (2-4 dtr) | Hapoel Herzliya          |
| 1 settembre 2023       |                 |                          |
| Hapoel Migdal HaEmek   | 1 – 3 (dts)     | Hapoel Baqa al-Gharbiyye |
| Ironi Nesher           | 1 – 0           | Hapoel Kfar Kana         |
| Hapoel Kawkab          | 0 – 2           | Maccabi Ahi Nazaret      |
| Tira                   | 1 – 0 (dts)     | Tzeirei Umm al-Fahm      |
| Maccabi Sha'arayim     | 2 – 3           | Holon Yermiyahu          |
| Maccabi Kiryat Malakhi | 1 – 2 (dts)     | Beitar N. Gerusalemme    |
| Maccabi Yavne          | 6 – 0           | Shimshon Kafr Qasim      |
| Hapoel Marmorek        | 0 – 3           | Ironi Modi'in            |
| Ashdod                 | 1 – 1 (2-3 dtr) | Ironi Ashdod             |
| 4 settembre 2023       |                 |                          |
| Hapoel Ra'anana        | 2 – 0           | Tzeirei Taibe            |
| Kiryat Yam             | 0 – 1           | Maccabi Ata Bialik       |
| Hapoel Bnei Zalafa     | 0 – 3           | Tzeirei Kafr Kana        |
| Hapoel Bu'eine         | 0 – 3           | Maccabi Nujedat          |

## Sesto turno
| 7 dicembre 2023             |             |                         |
| Hapoel Kfar Shalem          | 1 – 2       | Ironi Ashdod            |
| 12 dicembre 2023            |             |                         |
| Hapoel Ra'anana             | 1 – 0       | Tira                    |
| 25 dicembre 2023            |             |                         |
| Maccabi Kiryat Gat          | 0 – 3       | Dimona                  |
| Beitar N. Gerusalemme       | 2 – 1       | Hapoel Bnei Ashdod      |
| Shikun Vatikim Ramat Gan    | 0 – 8       | Holon Yermiyahu         |
| 26 dicembre 2023            |             |                         |
| Template:Calcio Tzofi Haifa | 1 – 3       | Tirat HaCarmel          |
| Ironi Baqa al-Gharbiyye     | 4 – 0       | Beit Jann Rani          |
| Ironi Nesher                | 3 – 0       | Bnei M.M.B.E.           |
| Maccabi Ahi Nazaret         | 3 – 0       | Maccabi Ihud Bnei Ibtin |
| Tzeirei Kafr Kana           | 4 – 1       | Ihud Bnei Baqa          |
| Beitar Nahariya             | 1 – 0 (dts) | Maccabi Nujeidat        |
| Otzma Be'er Sheva           | 0 – 5       | Hapoel Herzliya         |
| Maccabi Yavne               | 9 – 1       | Ironi Beit Shemesh      |
| Beitar Kfar Saba            | 0 – 4       | Hapoel Mahane Yehuda    |
| 27 dicembre 2023            |             |                         |
| Ihud Tzeiri Iksal           | 0 – 3       | Maccabi Ata Bialik      |

## Settimo turno
Al settimo turno partecipano:
- Le 16 vincitrici del sesto turno
- 12 squadre dalla Liga Leumit 2023-2024

| 9 gennaio 2024          |                 |                                   |
| Beitar Nahariya         | 1 – 6           | Dimona                            |
| Tirat HaCarmel          | 0 – 1           | Maccabi Ahi Nazaret               |
| Beitar N. Gerusalemme   | 0 – 2           | H. Rishon LeZion                  |
| Hapoel Mahane Yehuda    | 0 – 5           | Hapoel Ramat Gan                  |
| Hapoel Ra'anana         | 1 – 2           | Maccabi Giaffa                    |
| Ironi Baqa al-Gharbiyye | 0 – 4           | Ironi K. Shmona                   |
| Maccabi Yavne           | 4 – 0           | Ihud Bnei Shefa-'Amr              |
| Sektzia Ness Ziona      | 1 – 1 (4-5 dtr) | Kafr Qasim                        |
| Hapoel Nof HaGalil      | 2 – 1           | Hapoel Acre                       |
| 10 gennaio 2024         |                 |                                   |
| Holon Yermiyahu         | 0 – 3           | Ironi Ashdod                      |
| Hapoel Herzliya         | 4 – 2           | Maccabi Ironi Amishav Petah Tiqwa |
| Hapoel R. HaSharon      | 7 – 0           | Hapoel Afula                      |
| Ironi Nesher            | 1 – 3           | Maccabi Ata Bialik                |
| Maccabi Herzliya        | 0 – 1           | Tzeirei Kafr Kana                 |

## Ottavo turno
All'ottavo turno partecipano:
- Le 14 vincitrici del settimo turno
- 4 squadre dalla Liga Leumit 2023-2024
- Le 14 squadre della Ligat ha'Al 2023-2024

| 25 gennaio 2024     |                 |                    |
| Hapoel Ramat Gan    | 0 – 1           | Bnei Yehuda        |
| Maccabi Ahi Nazaret | 1 – 3           | Maccabi Giaffa     |
| Ironi Ashdod        | 1 – 1 (3-5 dtr) | Hapoel Haifa       |
| 26 gennaio 2024     |                 |                    |
| Bnei Sakhnin        | 2 – 2 (2-4 dtr) | Hapoel R. HaSharon |
| Ashdod              | 0 – 2           | Ironi Tiberias     |
| Maccabi Netanya     | 2 – 1           | Kafr Qasim         |
| 27 gennaio 2024     |                 |                    |
| Hapoel Gerusalemme  | 2 – 0 (dts)     | Hapoel Tel Aviv    |
| Maccabi Bnei Reineh | 2 – 4           | Hapoel Petah Tiqwa |
| Hapoel Be'er Sheva  | 1 – 0           | Beitar Gerusalemme |
| Maccabi Petah Tiqwa | 3 – 1 (dts)     | Maccabi Yavne      |
| 28 gennaio 2024     |                 |                    |
| Hapoel Umm al-Fahm  | 2 – 0           | Maccabi Ata Bialik |
| Hapoel Nof HaGalil  | 4 – 0           | Hapoel Herzliya    |
| H. Rishon LeZion    | 1 – 0           | Dimona             |
| Hapoel Hadera       | 0 – 2           | Maccabi Tel Aviv   |
| Hapoel Kfar Saba    | 3 – 6 (dts)     | Maccabi Haifa      |
| 9 febbraio 2024     |                 |                    |
| Tzeirei Kafr Kana   | 1 – 2           | Ironi K. Shmona    |

## Ottavi di finale
Il sorteggio si è tenuto il 29 gennaio 2024.
| 28 febbraio 2024   |             |                     |
| Hapoel Be'er Sheva | 1 – 0       | Ironi Tiberias      |
| Hapoel Umm al-Fahm | 0 – 2       | Maccabi Haifa       |
| Maccabi Tel Aviv   | 3 – 1       | Maccabi Giaffa      |
| 29 febbraio 2024   |             |                     |
| Ironi K. Shmona    | 2 – 1       | Hapoel R. HaSharon  |
| Bnei Yehuda        | 0 – 4       | Hapoel Petah Tiqwa  |
| 5 marzo 2024       |             |                     |
| Hapoel Nof HaGalil | 3 – 1       | H. Rishon LeZion    |
| Maccabi Netanya    | 2 – 1 (dts) | Hapoel Gerusalemme  |
| Hapoel Haifa       | 0 – 3       | Maccabi Petah Tiqwa |

## Quarti di finale
Il sorteggio si è tenuto il 7 marzo 2024.
| 2 aprile 2024       |             |                    |
| Ironi K. Shmona     | 0 – 2       | Hapoel Nof HaGalil |
| Maccabi Petah Tiqwa | 4 – 2 (dts) | Maccabi Tel Aviv   |
| 3 aprile 2024       |             |                    |
| Hapoel Petah Tiqwa  | 0 – 1       | Hapoel Be'er Sheva |
| Maccabi Haifa       | 1 – 3       | Maccabi Netanya    |

## Semifinali
Il sorteggio si è tenuto il 5 aprile 2024.
| 24 aprile 2024      |             |                    |
| Maccabi Netanya     | 2 – 3 (dts) | Hapoel Be'er Sheva |
| 30 aprile 2024      |             |                    |
| Maccabi Petah Tiqwa | 3 – 0       | Hapoel Nof HaGalil |

## Finale
| Tel Aviv 30 maggio 2024, ore 20:30 CEST            | Maccabi Petah Tiqwa | 1 – 0 referto | Hapoel Be'er Sheva | Stadio Bloomfield |
| \| \| \| \| \| Hindy 86’ (rig.) \| Marcatori \| \| |                     |               |                    |                   |
|                                                    |                     |               |                    |                   |
| Hindy 86’ (rig.)                                   | Marcatori           |               |                    |                   |